# Lysandra postlunacuspidis
Lysandra postlunacuspidis är en fjärilsart som beskrevs av Bright och Leeds 1938. Lysandra postlunacuspidis ingår i släktet Lysandra och familjen juvelvingar. Inga underarter finns listade i Catalogue of Life.